# 第46普通科連隊

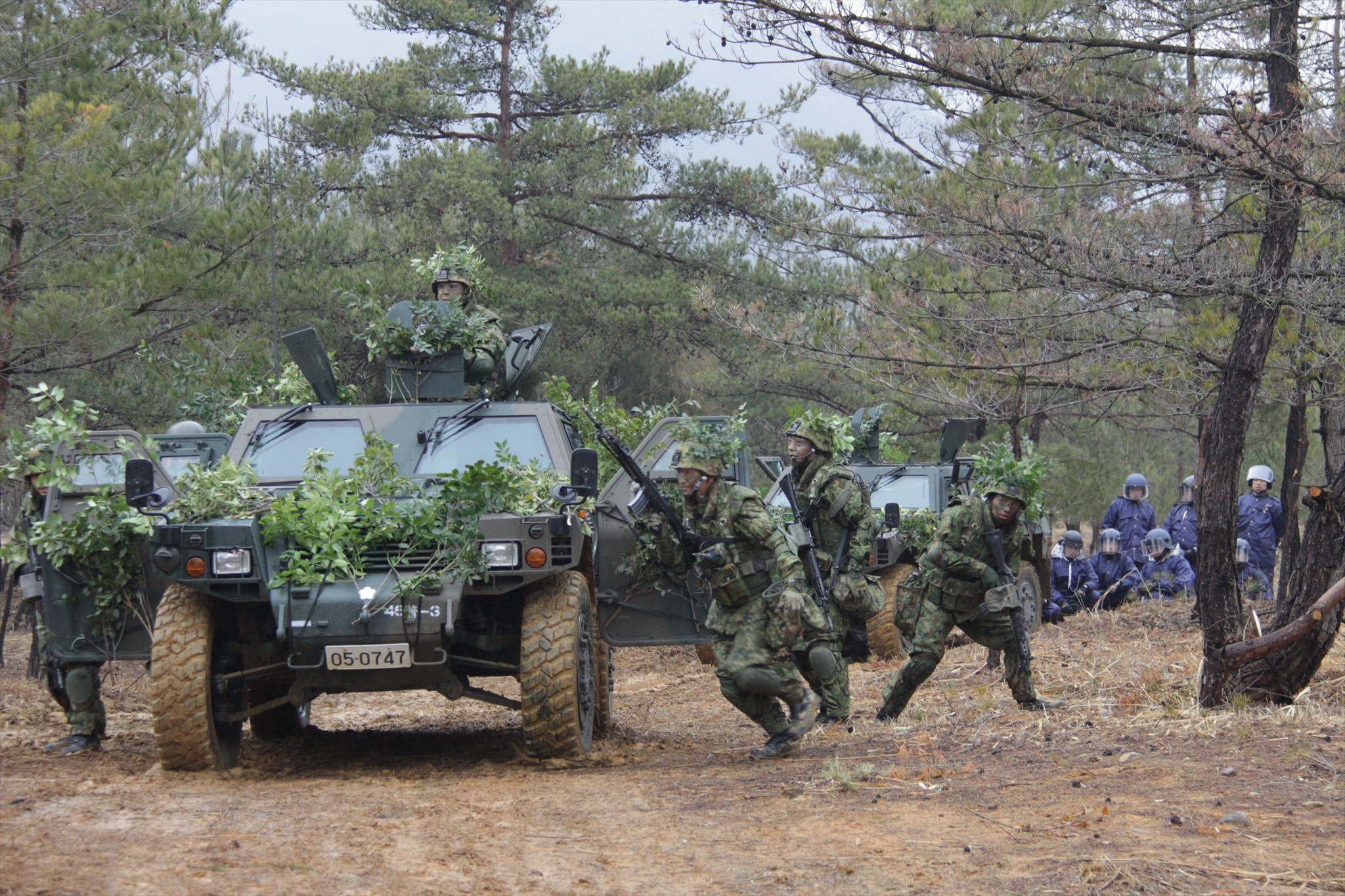
広島県警察との共同訓練（2011年2月）

第46普通科連隊（だいよんじゅうろくふつうかれんたい、JGSDF 46th Infantry Regiment(Light)）は、陸上自衛隊海田市駐屯地（広島県安芸郡海田町）に駐屯する第13旅団隷下の普通科連隊（軽）である。

## 概要
連隊長は1等陸佐（三）が充てられ、連隊本部、本部管理中隊および3個普通科中隊により編成される。1999年（平成11年）3月に第13師団の第13旅団への改編により軽普通科連隊化された。
訓練は主に原村演習場や日本原演習場および饗庭野演習場で実施している。

## 沿革
- 1970年（昭和45年）3月10日：第13師団に隷下に第46普通科連隊が善通寺駐屯地において編成完結[注釈 1]。その後、海田市駐屯地に移駐。

- 1991年（平成03年）3月29日：第13師団の近代化改編により、自動車化連隊へ改編。
- 1999年（平成11年）3月29日：第13師団の旅団化に伴い、普通科連隊（軽）に改編。

1. 第4普通科中隊および重迫撃砲中隊が廃止。
2. 本部管理中隊および3個普通科中隊の4個中隊編成に改編。

- 2004年（平成16年）3月29日：後方支援体制変換に伴い、整備部門を第13後方支援隊第2整備中隊第3普通科直接支援小隊へ移管。
- 2008年（平成20年）3月26日：第13旅団の即応近代化旅団への改編。軽装甲機動車、01式軽対戦車誘導弾等が配備。

## 部隊編成
- 第46普通科連隊本部
- 本部管理中隊「46普-本」
  - 中隊本部
  - 連隊本部班：82式指揮通信車
  - 重迫撃砲小隊：120mm迫撃砲 RT、重迫牽引車
  - 情報小隊：軽装甲機動車、偵察用オートバイ
  - 施設作業小隊：小型ドーザ、資材運搬車
  - 通信小隊
  - 補給小隊：3 1/2tトラック
  - 衛生小隊：1トン半救急車
  - 狙撃班
- 第1普通科中隊「46普-1」：高機動車、81mm迫撃砲 L16、01式軽対戦車誘導弾
- 第2普通科中隊「46普-2」：高機動車、81mm迫撃砲 L16、01式軽対戦車誘導弾
- 第3普通科中隊「46普-3」：軽装甲機動車、81mm迫撃砲 L16、01式軽対戦車誘導弾

## 整備支援部隊
- 第13後方支援隊第2整備中隊第3普通科直接支援小隊「13後支-2整」（海田市駐屯地）：2004年（平成16年）3月29日から

## 主要幹部
| 官職名           | 階級    | 氏名     | 補職発令日     | 前職                       |
| ---------------- | ------- | -------- | -------------- | -------------------------- |
| 第46普通科連隊長 | 1等陸佐 | 森田裕哉 | 2024年12月20日 | 陸上自衛隊富士学校主任教官 |

| 代 | 氏名         | 在職期間                        | 前職                                  | 後職                                    |
| -- | ------------ | ------------------------------- | ------------------------------------- | --------------------------------------- |
| 01 | 深町輝男     | 1970年03月10日 - 1972年03月15日 | 第13師団司令部付                      | 西部方面総監部第2部長                   |
| 02 | 矢田有一     | 1972年03月16日 - 1974年03月15日 | 陸上幕僚監部第4部勤務                 | 東北方面総監部第4部長                   |
| 03 | 山中木公男   | 1974年03月16日 - 1976年03月15日 | 防衛大学校教授                        | 陸上幕僚監部幕僚庶務室勤務              |
| 04 | 穴尾義夫     | 1976年03月16日 - 1978年03月15日 | 第109教育大隊長 兼 大津駐とん地司令   | 陸上自衛隊関西地区補給処付              |
| 05 | 森敏彦       | 1978年03月16日 - 1980年03月16日 | 第2師団司令部第3部長                  | 北熊本駐とん地業務隊長                  |
| 06 | 白水弘美     | 1980年03月17日 - 1982年03月15日 | 第8師団司令部第3部長                  | 陸上幕僚監部教育訓練部訓練課 演習班長   |
| 07 | 赤池篤       | 1982年03月16日 - 1984年03月15日 | 第8師団司令部第3部長                  | 陸上自衛隊幹部学校学校教官              |
| 08 | 佐藤弘       | 1984年03月16日 - 1986年03月16日 | 陸上自衛隊幹部学校学校教官            | 陸上自衛隊幹部学校研究員                |
| 09 | 濱谷隆平     | 1986年03月17日 - 1988年03月31日 | 西部方面総監部防衛部防衛課長          | 陸上自衛隊幹部学校学校教官              |
| 10 | 小森重信     | 1988年04月01日 - 1990年03月15日 | 北部方面総監部防衛部訓練課長          | 中部方面総監部防衛部長                  |
| 11 | 小幡節治     | 1990年03月16日 - 1992年03月31日 | 第1師団司令部第4部長                  | 中部方面総監部総務部長                  |
| 12 | 中川力雄     | 1992年04月01日 - 1994年03月22日 | 陸上自衛隊調査学校語学教育部長        | 自衛隊三重地方連絡部長                  |
| 13 | 土田好伸     | 1994年03月23日 - 1997年03月31日 | 東部方面総監部防衛部防衛課長          | 統合幕僚学校研究室長                    |
| 14 | 石田尾範三朗 | 1997年04月01日 - 1999年03月28日 | 陸上幕僚監部監理部総務課 渉外班長     | 第13旅団司令部幕僚長                    |
| 15 | 森下茂生     | 1999年03月29日 - 2001年03月31日 | 第13師団司令部付                      | 第3陸曹教育隊長                         |
| 16 | 北條雄一     | 2001年04月01日 - 2004年03月22日 | 陸上自衛隊幹部学校総務部総務課長      | 陸上自衛隊小平学校勤務                  |
| 17 | 天雲定義     | 2004年03月23日 - 2006年03月26日 | 第3師団司令部第4部長                  | 陸上自衛隊関西補給処 三軒屋弾薬支処長   |
| 18 | 松村芳治     | 2006年03月27日 - 2008年03月25日 | 第2混成団本部高級幕僚                 | 陸上自衛隊幹部候補生学校総務部 総務課長 |
| 19 | 井手篤       | 2008年03月26日 - 2010年07月31日 | 陸上自衛隊少年工科学校生徒隊長        | 福岡駐屯地業務隊長                      |
| 20 | 大元宏朗     | 2010年08月01日 - 2012年07月31日 | 第1空挺団本部高級幕僚                 | 中部方面総監部総務部総務課長            |
| 21 | 松村朝生     | 2012年08月01日 - 2014年07月31日 | 第6師団司令部監察官                   | 第3師団司令部監察官                     |
| 22 | 一宮大介     | 2014年08月01日 - 2017年03月22日 | 西部方面総監部総務部広報室長          | 陸上自衛隊関西補給処総務部長            |
| 23 | 日髙正暁     | 2017年03月23日 - 2019年03月22日 | 陸上自衛隊富士学校主任教官            | 陸上幕僚監部人事教育部厚生課 厚生班長   |
| 24 | 大江良治     | 2019年03月23日 - 2021年03月14日 | 中部方面総監部防衛部防衛課 陸上連絡官 | 東部方面総監部人事部厚生課長            |
| 25 | 貝岐賢二     | 2021年03月15日 - 2023年03月12日 | 中部方面総監部防衛部防衛課 陸上連絡官 | 第13旅団司令部付 →2023年3月31日 退職    |
| 26 | 宮原修       | 2023年03月13日 - 2024年12月19日 | 陸上自衛隊関西補給処桂支処 総務部長   | 東部方面総監部勤務                      |
| 27 | 森田裕哉     | 2024年12月20日 -                | 陸上自衛隊富士学校主任教官            |                                         |

## 主要装備
- 軽装甲機動車
- 高機動車
- 1/2tトラック / 73式小型トラック
- 1 1/2tトラック / 73式中型トラック
- 3 1/2tトラック / 73式大型トラック
- 9mm拳銃
- 89式5.56mm小銃
- 5.56mm機関銃MINIMI
- 84mm無反動砲
- 81mm迫撃砲 L16
- 120mm迫撃砲 RT
- 01式軽対戦車誘導弾

## 警備隊区
- 広島県全域[3]

## 廃止（改編）部隊
- 1999年（平成11年）3月29日廃止
  - 第46普通科連隊第4普通科中隊「46普-4」（海田市駐屯地）：
  - 第46普通科連隊重迫撃砲中隊「46普-重」（海田市駐屯地）：第46普通科連隊本部管理中隊重迫撃砲小隊に縮小改編。

- 2004年（平成16年）3月29日廃止
  - 第46普通科連隊本部管理中隊管理整備小隊「46普-本」（海田市駐屯地）：整備部門を第13後方支援隊第2整備中隊第3普通科直接支援小隊へ移管。